# 갑주

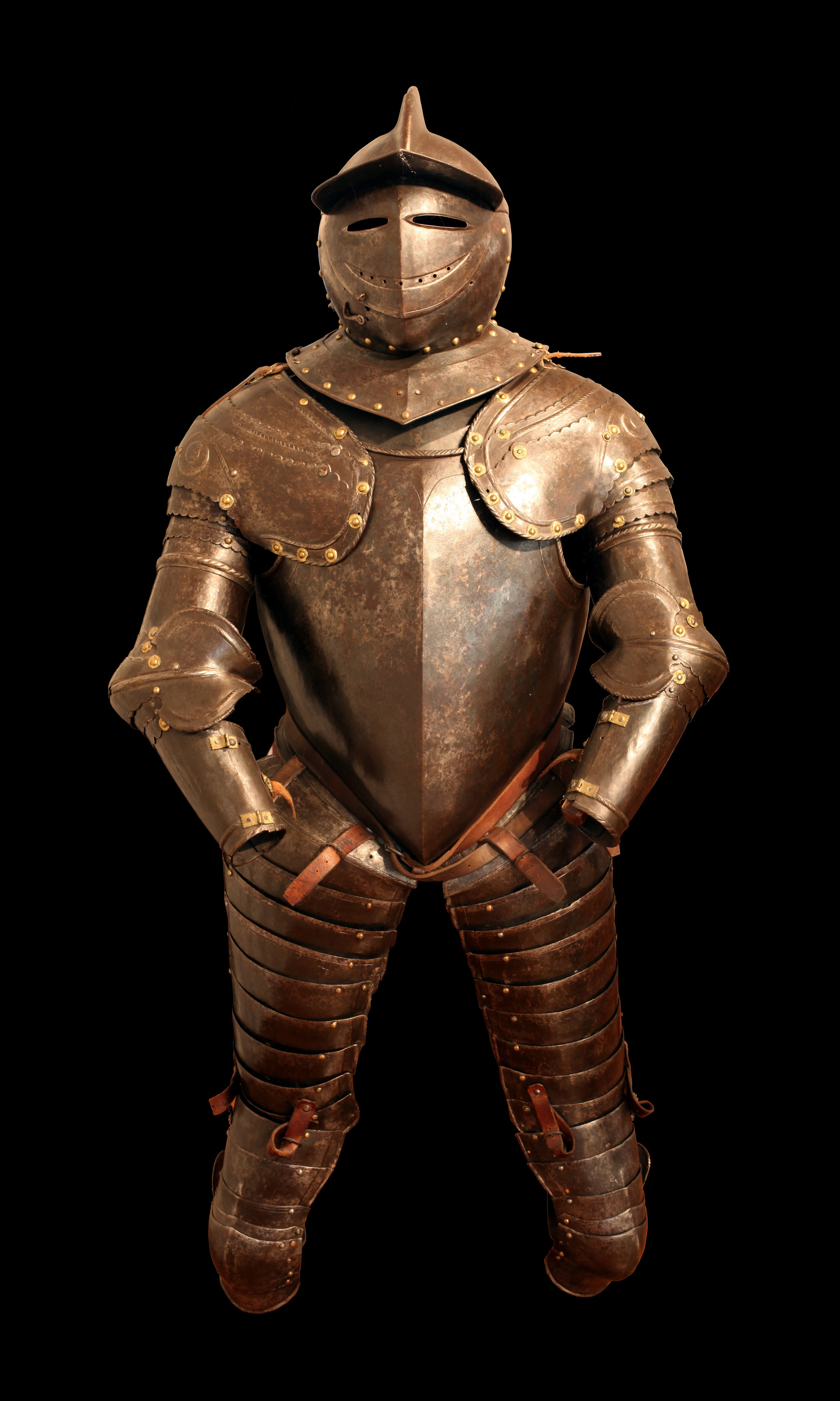
사보이 양식의 흉갑기병 갑옷.

갑주(甲胄, armor)란 갑옷(甲)과 투구(胄)를 함께 말함이다. 장갑(裝甲)이라고도 한다. 날붙이나 사출무기가 신체에 접촉하는 것을 막아 착용자를 보호한다. 갑주는 신체적 부상이나 손상, 특히 전투 중 직접 접촉하는 무기나 발사체 또는 잠재적으로 위험한 환경이나 활동(예: 사이클링, 건설 현장 등)의 위험으로부터 물체, 개인 또는 차량을 보호하는 데 사용되는 덮개 역할을 한다.  개인 갑주는 군인과 전쟁 동물을 보호하는 데 사용된다. 차량 장갑은 군함, 장갑전투차량 및 일부 군용기(주로 지상 공격 항공기)에 사용된다.

## 용어
"갑주"의 영단어 armour는 중세 시대에 고대 프랑스어의 파생어로 나타나기 시작했다. 1297년부터 "전투 시 착용하는 우편물, 방어용 덮개"로 기록된다. 이 단어는 "무기 및 장비"를 의미하는 라틴어 armatura에서 파생된 고대 프랑스 armure에서 유래되었으며, 루트 armare는 "무기 또는 장비"를 의미한다.

## 개인
갑옷은 기록된 역사 전반에 걸쳐 사용되었다. 가죽이나 직물을 보호용으로 사용하는 것부터 시작하여 체인 메일과 금속판을 거쳐 오늘날의 현대적인 복합재로 진화하는 등 다양한 재료로 만들어졌다. 군사 역사의 대부분 동안 금속 개인 갑옷 제조가 갑옷의 기술과 사용을 지배해 왔다.
갑옷은 목재 라미네이션, 채광, 금속 제련, 차량 제조, 가죽 가공, 이후의 장식 금속 가공을 포함하여 고대 세계의 많은 중요한 기술 개발을 주도했다. 생산은 산업 혁명에 영향을 미쳤으며 야금 및 엔지니어링의 상업적 발전을 촉진했다. 갑옷은 또한 화기 개발에 중요한 요소였으며, 이는 결국 전쟁에 혁명을 일으켰다.

## 차량
최초의 현대식 장갑판(armour plating) 생산 기술은 해군이 철갑함 건조에 사용하여 전함 개발의 정점에 도달했다. 최초의 전차는 제1차 세계 대전 중에 생산되었다. 공중 장갑은 제1차 세계대전 이후 조종사와 항공기 시스템을 보호하는 데 사용되었다.
현대 지상군의 사용에서 장갑의 의미는 전투에서 군대의 역할을 포함하도록 확장되었다. 기갑전이 진화한 후 기계화보병은 장갑 전투 차량에 탑재되어 여러 상황에서 경보병을 대체했다. 현대 기갑전에서 전차와 보병전투차량으로 무장한 기갑부대는 중기병, 경기병, 용기병이라는 역사적인 역할을 수행하며 기갑전 분야에 속한다.

## 동물

### 말
군마용 갑옷은 적어도 기원전 2000년부터 사용되었다. 고대 이집트, 아시리아, 페르시아, 로마를 포함한 고대 문명의 기병 말은 천, 가죽 및 금속 보호로 덮여 있다. 일부는 보병과 기마 궁수를 공격하는 데 사용되는 기갑 말과 기수로 구성된 중기병 부대를 형성했다.

### 코끼리

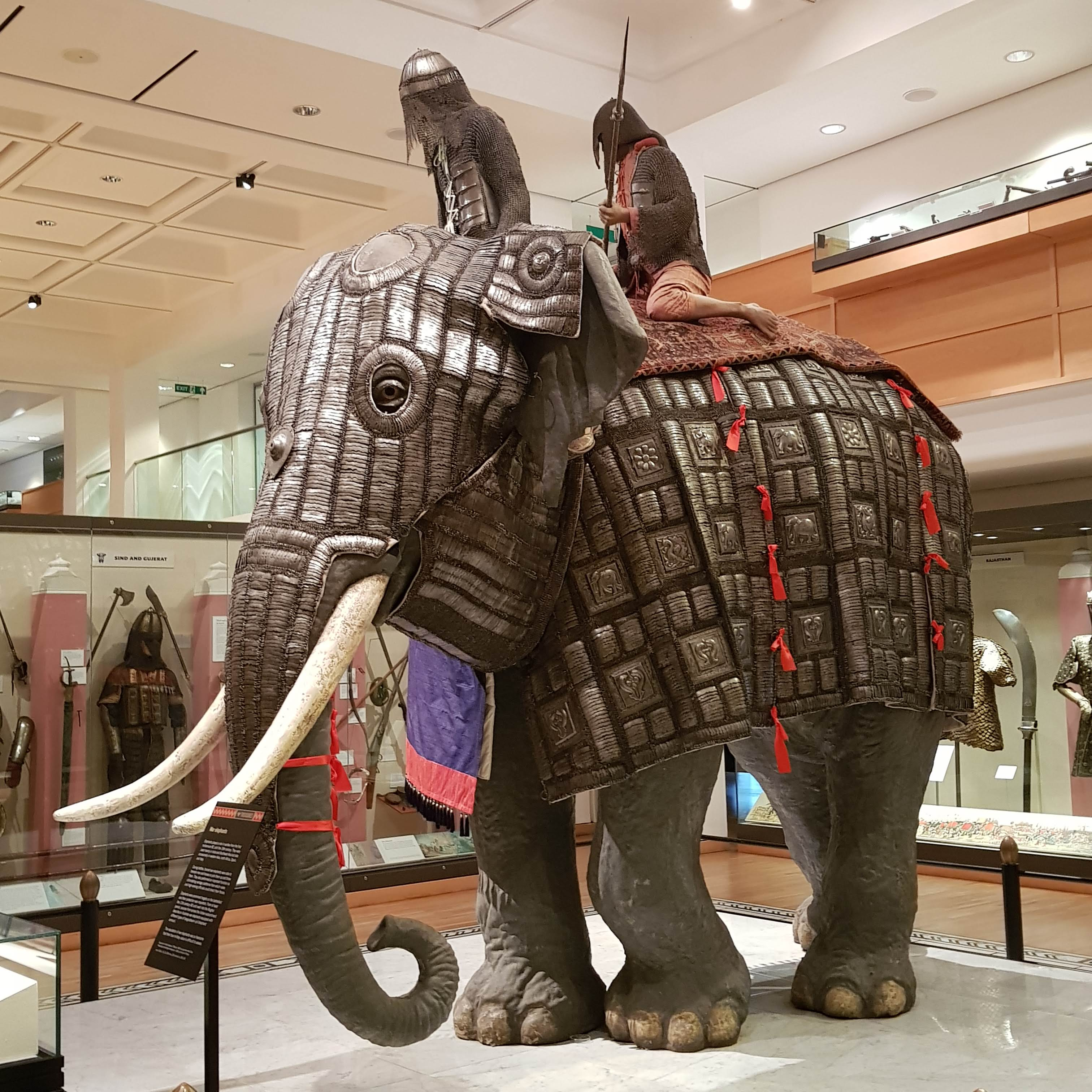
왕립 무기고 박물관의 무장한 코끼리 모형

전투 코끼리는 고대에는 갑옷 없이 처음 사용되었지만, 적의 무기에 부상을 입은 코끼리가 전장을 떠나는 경우가 많았기 때문에 갑옷이 도입되었다. 코끼리 갑옷은 종종 딱딱한 가죽으로 만들어지며, 습기가 있는 상태에서 코끼리 한 마리에 장착한 다음 건조하여 딱딱한 껍질을 만든다. 또는 금속 갑옷 조각을 두꺼운 천에 꿰매는 경우도 있다. 나중에 찰갑이 도입되었다.

## 같이 보기
- 하나님의 갑주
- 전투복
- 방폭복
- 동력형 외골격
- 균질압연장갑
- 찰갑
- 판갑
- 판금갑
- 쇄자갑
- 경번갑
- 두정갑
- 어린갑
- 면제배갑
- 한국의 갑주

## 참고 자료
- 이 문서에는 다음커뮤니케이션(현 카카오)에서 GFDL 또는 CC-SA 라이선스로 배포한 글로벌 세계대백과사전의 내용을 기초로 작성된 글이 포함되어 있습니다.
- 조선 미늘갑옷 원형 그대로 발견, 동아일보, 2007.6.6.